# Jonny Evans
Jonathan Grant Evans MBE (født 2. januar 1988) er en nordirsk tidligere professionel fodboldspiller, som spilede som forsvarsspiller i sin karriere. Han er bedst kendt for sin tid hos Manchester United, og spillede også 107 kampe for Nordirlands landshold.

## Klubkarriere

### Manchester United
Evans blev spejdet, i mens han spillede for Greenisland F.C., den samme klub som hans bror Corry Evans og Craig Cathcart spillede for, før de tog til Manchester United. Evans kom ind på Manchester Uniteds akademi, og var medvirkende i to af klubbens tre kampe under sommertouren 2006 i Sydafrika, så vel som venskabskampene mod Celtic og Preston North End. Evans fik også en overraskende optræden i Amsterdam Turneringen mod Ajax.

#### Lejeaftaler
Evans brugte den første halvdel af 2006-07-sæsonen på lån i Manchester Uniteds belgiske samarbejdsklub Royal Antwerp, sammen med de unge holdkammerater Darron Gibson, Danny Simpson og Fraizer Campbell.
Evans skiftede i december 2006 til Sunderland på en lejeaftale indtil slutningen af 2006-07-sæsonen. Det var sammen med sin Manchester United og Antwerp-holdkammerat Danny Simpson, der også tog til Sunderland på en lignende aftale i januar-transfer vinduet. Parret hjalp Sunderland med at sikre sig Football League Championship-titlen, og Evans vandt klubbens "Årets Unge Spiller"-pris i slutningen af sæsonen. Selvom manageren Roy Keane var håbefuld på en ny kontrakt med Evans på lån den efterfølgende sæson i Premiership, blev det bekræftet i juni 2007, at Evans ville blive i Manchester United, for at skubbe til en plads på førsteholdet. I januar 2008 tilsluttede Evans sig endnu en gang Sunderland på lån.

#### United-karriere
Evans fik sin Manchester United-debut den 26. september 2007 mod Coventry City i Football League Cup. Uheldigvis endte hans debut med et 2-0-nederlag. Han gjorde sin Champions League-debut i en kamp mod Dynamo Kiev den 7. november 2007, hvor at Manchester United sikrede kvalifikation til knockout-runden i turneringen. Han fik derefter sin første Champions League-start den 12. december 2007 mod Roma. Den 21. september 2008 fik Evans sin liga-debut for United mod Chelsea i stedet for Nemanja Vidić, som ikke var til rådighed på grund af karantæne. Kampen endte 1-1.
Han blev over de næste sæsoner etableret som en rotationspiller for klubben, og i november 2011 spillede han sin kamp nummer 100 for klubben.

### West Bromwich Albion
Evans skiftede i august 2015 til West Bromwich Albion på en fast aftale. Han blev med det samme etableret som en fast mand på holdet, og blev udnævnt som klubbens nye anfører i juni 2017, efter at Darren Fletcher havde forladt klubben.

### Leicester City
Efter at WBA havde rykket ned fra Premier League i 2017-18 sæsonen, aktiverede Leicester City hans frikøbsklausul, og han skiftede til klubben i juni 2018. Efter at Kasper Schmeichel forlod klubben i 2022, blev Evans udnævnt som den nye anfører.

### Manchester United retur
Efter at have forladt Leicester City ved kontraktudløb i juli 2023, så blev det annonceret, at Evans ville træne med, og skrive en kortvarig kontrakt hos Manchester United, så han kunne spille for klubben i kampene før sæsonstart. I september blev det annonceret, at han skrev en 1-årig kontrakt med klubben. Den 23. september spillede han sin første kamp i startopstillingen hos United siden 2015, hvilke også var hans kamp nummer 200 for klubben. Han var i sæsonen med til at vinde FA Cup, og ved sæsonens udgang forlængede han sin kontrakt med klubben.
Han scorede den 19. december 2024 sit første mål for klubben siden 2014 i et 3-4 nederlag til Tottenham Hotspur. Han forlod klubben ved 2024-25 sæsonens udgang, og valgte herpå at indstille spillerkarrieren.

## Landsholdskarriere

### Ungdomslandshold
Evans har repræsenteret Nordirland på flere ungdomsniveauer.

### Seniorlandshold
Evans debuterede for Nordirlands landshold den 6. september 2006 i en alder af 18 år. Han var del af Nordirlands trup til EM 2016, hvilke var første gang at Nordirland deltog i tunierngen. Han spillede i september 2022 sin kamp nummer 100 for landsholdet, og blev hermed kun den fjerde spiller nogensinde til at opnå dette antal for Nordirland.

## Privat
Hans bror, Corry Evans, er også professionel fodboldspiller.
Evans gik i skole på Belfast High School i Newtownabbey i Nordirland, før han flyttede til Ashton-on-Mersey High School i Manchester så snart han havde skrevet under med Manchester United. Han har ni GCSEs, som alle sammen er karakteren A eller A* 
Den 19. december 2007 rapporterede BBC News Online, at Evans var blevet arresteret i forbindelse med en påstået voldtægt, som var sket på hotellet, hvor Manchester Uniteds julefrokost blev holdt, med en citering af en Greater Manchester Politi-talsmand, der havde sagt: "En 19-årige mand blev arresteret for at være mistænkt for voldtægt denne aften, efter han havde gået til politiet selv. Han er stadig i vores varetægt for en afhøring." Han havde betalt kaution indtil 23. februar 2008. Den 8. marts 2008 blev det rapporteret at Evans ikke ville blive anklaget for nogen lovovertrædelse.